# Episodi di Blue Heelers - Poliziotti con il cuore (nona stagione)
La nona stagione della serie televisiva Blue Heelers - Poliziotti con il cuore è stata trasmessa in anteprima in Australia da Seven Network tra il 13 febbraio 2002 e il 20 novembre 2002.
| nº | Titolo originale             | Titolo italiano | Prima TV Australia | Prima TV Italia |
| -- | ---------------------------- | --------------- | ------------------ | --------------- |
| 1  | Breaking Point (Part 1)      |                 | 13 febbraio 2002   |                 |
| 2  | Breaking Point (Part 2)      |                 | 20 febbraio 2002   |                 |
| 3  | If It ain't Hurtin'          |                 | 27 febbraio 2002   |                 |
| 4  | Down in the Forest           |                 | 6 marzo 2002       |                 |
| 5  | The Real Thing               |                 | 13 marzo 2002      |                 |
| 6  | Rainy Night Blues            |                 | 20 marzo 2002      |                 |
| 7  | Jack and Jill                |                 | 27 marzo 2002      |                 |
| 8  | Sons and Mothers             |                 | 3 aprile 2002      |                 |
| 9  | Say His Name                 |                 | 10 aprile 2002     |                 |
| 10 | The Perfect Life             |                 | 17 aprile 2002     |                 |
| 11 | Flushed                      |                 | 24 aprile 2002     |                 |
| 12 | Dancing on the Edge          |                 | 1º maggio 2002     |                 |
| 13 | Those That Trespass          |                 | 8 maggio 2002      |                 |
| 14 | Reflection                   |                 | 15 maggio 2002     |                 |
| 15 | Buddies                      |                 | 22 maggio 2002     |                 |
| 16 | Sins of the Father           |                 | 29 maggio 2002     |                 |
| 17 | Broken Dreams                |                 | 5 giugno 2002      |                 |
| 18 | An Old Fashioned Man         |                 | 12 giugno 2002     |                 |
| 19 | Of Middle Eastern Appearance |                 | 19 giugno 2002     |                 |
| 20 | The Best Man                 |                 | 26 giugno 2002     |                 |
| 21 | Wednesday's Child            |                 | 3 luglio 2002      |                 |
| 22 | Finders Keepers              |                 | 10 luglio 2002     |                 |
| 23 | Burning Desire               |                 | 17 luglio 2002     |                 |
| 24 | Naked Lady                   |                 | 24 luglio 2002     |                 |
| 25 | Private Lives                |                 | 7 agosto 2002      |                 |
| 26 | Inside Outside               |                 | 7 agosto 2002      |                 |
| 27 | The Last Jar                 |                 | 14 agosto 2002     |                 |
| 28 | Stewart vs Stewart           |                 | 21 agosto 2002     |                 |
| 29 | Fishing for Dummies          |                 | 28 agosto 2002     |                 |
| 30 | Salvation (Part 1)           |                 | 4 settembre 2002   |                 |
| 31 | Salvation (Part 2)           |                 | 4 settembre 2002   |                 |
| 32 | In Another Place             |                 | 18 settembre 2002  |                 |
| 33 | Parenthood                   |                 | 25 settembre 2002  |                 |
| 34 | Boys Will Be Boys            |                 | 2 ottobre 2002     |                 |
| 35 | Deep Water                   |                 | 9 ottobre 2002     |                 |
| 36 | Nothing Personal             |                 | 16 ottobre 2002    |                 |
| 37 | Teamwork                     |                 | 23 ottobre 2002    |                 |
| 38 | Stable Mates                 |                 | 30 ottobre 2002    |                 |
| 39 | Some Days                    |                 | 6 novembre 2002    |                 |
| 40 | Body of Evidence             |                 | 13 novembre 2002   |                 |
| 41 | All You Need Is Love         |                 | 20 novembre 2002   |                 |